# Kolarstwo na Letnich Igrzyskach Olimpijskich 1896 – wyścig na 10 kilometrów
Wyścig na 10 kilometrów był jednym z pięciu halowych wyścigów kolarskich na igrzyskach w Atenach. 
Został rozegrany 11 kwietnia 1896 r. W wyścigu wzięło udział 6 kolarzy, Grek Kolettis wycofał się z wyścigu z powodu kontuzji odniesionej w wypadku. 

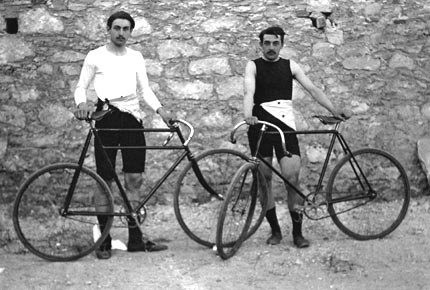
Po lewej złoty, po prawej srebrny medalista

## Wyniki
| lp. | Zawodnik                 | Kraj                 | Wynik    | Uwagi |
| --- | ------------------------ | -------------------- | -------- | ----- |
| 1.  | Paul Masson              | Francja              | 17:54.2  |       |
| 2.  | Léon Flameng             | Francja              | 17:54.8  | [ 1 ] |
| 3.  | Adolf Schmal             | Austria              | nieznany |       |
| 4.  | Joseph Rosemeyer         | Cesarstwo Niemieckie | nieznany |       |
| 5.  | Aristidis Konstantinidis | Królestwo Grecji     | nieznany |       |
| –   | Georgios Kolettis        | Królestwo Grecji     | DNF      | 7 km  |